# El águila y la serpiente
El águila y la serpiente es una novela sobre la Revolución Mexicana publicada originalmente en 1928 por Martín Luis Guzmán. La novela autobiográfica se centra en los acontecimientos acaecidos entre 1913 y 1915 de la Revolución Mexicana y las experiencias de Guzmán durante el periodo. Cada capítulo describe a una persona o un evento durante la revolución, y el libro es popular por las descripciones de los líderes grandes, especialmente Francisco Villa.
La novela se divide en dos partes. La primera parte, «Esperanzas revolucionarias», sigue un intelectual al norte del país durante la revolución y sus interacciones con los villistas y los caudillos. La segunda parte, «En la hora del triunfo», se enfoca en su incursión política y tiene lugar en la Ciudad de México.

## Estructura
El águila y la serpiente es una novela compuesta por capítulos y cada capítulo describe los acontecimientos de la Revolución mexicana desde la perspectiva de los participantes de la Revolución. Aunque El águila y la serpiente es basada en eventos verdaderos, es un texto de ficción que expresa los sentimientos y las memorias de los que vivieron durante la revolución. Guzmán uso ese tipo de ficción para capturar una verdad personal y colectiva sobre la revolución.

## La fiesta de las balas
El capítulo enfoca en la violencia de Pancho Villa y Rodolfo Fierro, pero (como todos los cuentos de esto libro) es ficción. Es uno de los cuentos más famosos en Él águila y la serpiente porque representa la violencia del villismo y la guerra. El narrador, Guzmán, cuenta sus experiencias propios de la revolución, y sus encuentros con Villa. Frecuentemente en este capítulo, Guzmán tiene que emplear[?] a Villa. A veces él tiene éxito, otras veces, no. Los dos tipos de encuentros, los de barbarie y de lenidad, van a mostrar los dos lados de Villa: carismático y mortífero. La noción que Villa puede ser a estos dos lados muestra, «one of the basic compositional principles of El águila y la serpiente», el equilibrio, dice Lanin Gyurko.

## Los zapatistas en el palacio
«Los zapatistas en el palacio» es uno de los capítulos más famosos de El águila y la serpiente. Este capítulo narra los sentimientos e impresiones del narrador al ver a los zapatistas ocupando el Palacio Nacional.

## Recepción crítica
Hay recepciones variadas sobre los temas presentadas en Él águila y la serpiente. 
Según el académico Cuitláhuac Chávez, la masculinidad y barbarie junto producen la idea del «macho mexicano» o machismo. Guzmán usa la figura de Pancho Villa para representar esta noción. «Los sentimientos […] se ven mejor expresados en su descripción de Villa». Entonces, para mirar a la recepción crítica, Villa va a servir como el ejemplo del libro en lo que los recepciones se basan. «Guzmán propone a la figura de Pancho Villa no solo como un modelo de virilidad sino también de barbarie» Porque él era líder de la División del Norte (el ejército revolucionario de Pancho Villa), tenía una reputación de ser un salvaje brutal. La difusión de parte de la implicación del cine y literatura (especialmente en el cine norteamericano), «tienden a representar a la cultura mexicana “en términos estereotipados, homogéneos y casi nunca individuales”.» Sugerencias que todos son hombres viriles y bárbaros son los que aportan una recepción negativa. «También, El águila… alude a la armonía de una vida que se recupera al margen o dentro de las etapas del conflicto». Los campesinos, indígenas, mestizos, etc. de la época que aportan a Villa para recuperar las tierras propias e identidad cultural que habían agarrados. «Guzmán hace una asociación entre la valentía, y la barbarie», que muestra un papel más sentimental y positiva. Por eso, Guzmán tiene afecto exaltar los esfuerzos de Villa a pesar de la brutalidad. Desde este sentido viene una recepción positiva.